# Међународни дан сарадње међу женама
Међународни дан сарадње међу женама је годишњи догађај који се одржава сваке године на Међународни дан жена (8. марта).  Манифестација окупља жене пиваре широм света које праве исто пиво. Сав приход дониран је у добротворне сврхе. Основан је да подигне свест жена у пиварској индустрији. Такође повезује жене заинтересоване за пиварство. 

## Историја
Идеја је потекла од чланице пројекта Венус, Софи де Ронде, која се обратила 2013. године да започне „јединствени дан пива“.  Де Ронде је желела да тај дан „охрабри жене да заједно спремају пиво“.  Тај дан је требало да се поклопи са Међународним даном жена и „подиже свест о женама у пиварској индустрији и прикупља новац за локалне добротворне организације. Производња пива је индустрија којом доминирају мушкарци и „бори се са сексизмом и родном пристрасношћу“.  Други учесник је рекао: „Желео бих да нормализујем идеју да жене могу и раде у пивари заједно са другим одељењима у пивари.“ 
2014. године, преко 60 жена у пет земаља је прављено бледо пиво под називом Unite.  2015. године, 80 жена из једанаест земаља радило је заједно на прављењу Unite црвеног пива. До 2018. број пивара учесница порастао је на 126 